# Vágtázó Csodaszarvas
A Vágtázó Csodaszarvas nevű együttest Grandpierre Attila alapította 2005-ben. Az együttes elődje az 1975 és 2001 között fennálló Vágtázó Halottkémek volt (VHK, 2009-től Vágtázó Életerő). A zenekar őserejű, mágikus zenét játszik, a magyar népzene legősibb rétegét, az eurázsiai lovasnépek népzenéjét elevenítve fel. A hivatalos zenei kategóriák közül talán a világzene áll hozzá a legközelebb.

## Történet
„Ez egy magas feszültségű zene. Életed egészének energiáját összevonjuk ebben a hosszú pillanatban. Ettől a zenétől függ az életünk és a halálunk.”

– Grandpierre Attila

Grandpierre Atilla Kodály Zoltán és Bartók Béla összehasonlító zenei tanulmányainak nyomán több évtizeden át gyűjtötte a Kárpát-medencétől Koreáig és Észak-Indiáig terjedő körzet ősi népzenéjéből az őserejű, varázslatos népzenei maradványokat, amelyek rokonságban állnak a belső világából fakadó zenével.
Így fedezte fel az eurázsiai népzene ősrétegében azt az elemi erejű, öntörvényű népzenét, amelynek létére Bartók következtetett a A népzene forrásainál, A magyar népzene és a Mi a népzene? című tanulmányaiban, és amelyet „igazi parasztzenének” nevezett.
Ennek a kitartó munkának köszönhetően állt össze az az egységes zenei világ, melyet a Vágtázó Csodaszarvas zenekarban zenélő tíz népzenész hasonló tapasztalataival ötvöz és ad elő.

### Lemezkiadások
„Tiszta Forrás” címmel, 2006-ban jelent meg első lemezük, amely aranylemez fokozat elnyerése mellett jelölt lett a Hungarian Metal Awards Hang-Súly’06 2006-os legjobb debütáló albumai, legjobb produkciói és legjobb lemezborítói nemzetközi listáján, továbbá felkerült a MAHASZ Top-40-be is.
Ezt követte 2008-ban a „Végtelen Ázsia!”, amely szintén felkerült a MAHASZ Top-40-es listára, ahol a hetedik helyig jutott, és nemsokára ez is aranylemezzé vált.
Harmadik lemezüket pedig 2011-ben adták ki. Ennek címe a Csillaglovaglás lett.

### Az együttes jelenlegi tagjai[15]
- Grandpierre Attila (ének) 2005 –
- Bakos Csaba (csángó dob) 2006 –

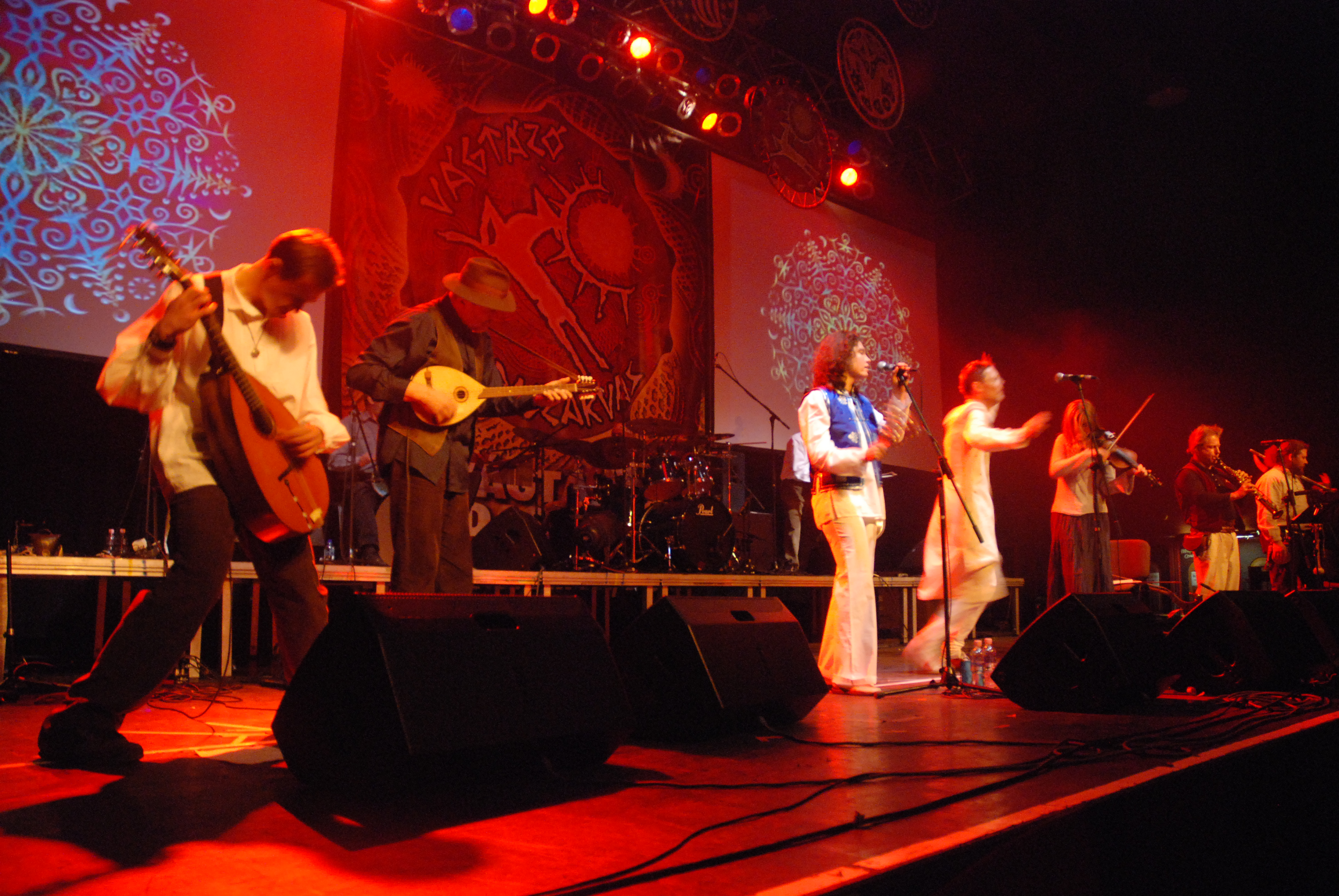
2007. december 22-i koncert a Petőfi Csarnokban

- Benkő Róbert (bőgő) 2005–2010, 2012–
- Bese Botond (kecskeduda) 2005 –
- Fábri András (ciszter) 2006 –
- Fábri Géza (koboz, tambura) 2006 –
- Fazekas András (dob) 2006 –
- M. Gebri Bernadett 2005 –
- Molnár Krisztina (hegedű) 2005 –
- Orczi Géza (ütősök, buzuki, tambura, kaval) 2006 –
- Rossa Levente Bors (hegedű) 2012–
- Vaskó Zsolt (fúvósok) 2006 –

### Korábbi tagok
- Benke Félix (csángó dob) 2005–2006
- Balogh Kálmán (cimbalom) 2005–2006
- Bolya Mátyás (koboz) 2005–2006
- Egervári Mátyás (cimbalom) 2006–2007
- Geröly Tamás (dob) 2005–2006
- Róka Szabolcs (koboz) 2005–2006
- Szokolay Dongó Balázs (fúvósok) 2005–2006

## Diszkográfia
- 2006 – Tiszta forrás (aranylemez[8])[6]
- 2008 – Végtelen Ázsia! (aranylemez[13])[12]
- 2011 – Csillaglovaglás[16]
- 2017 – Örömtüzek a világ tetején[17]

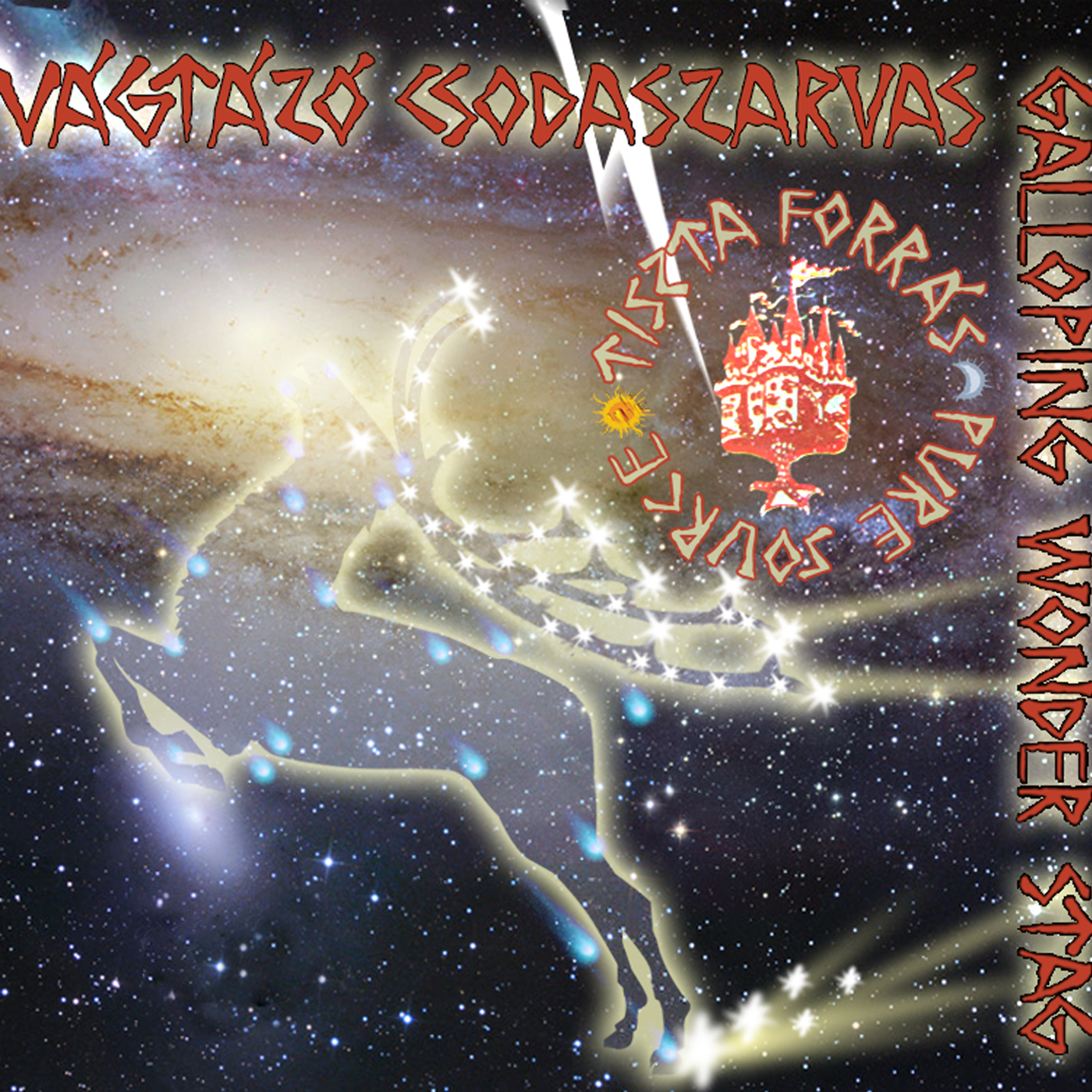
Tiszta Forrás!
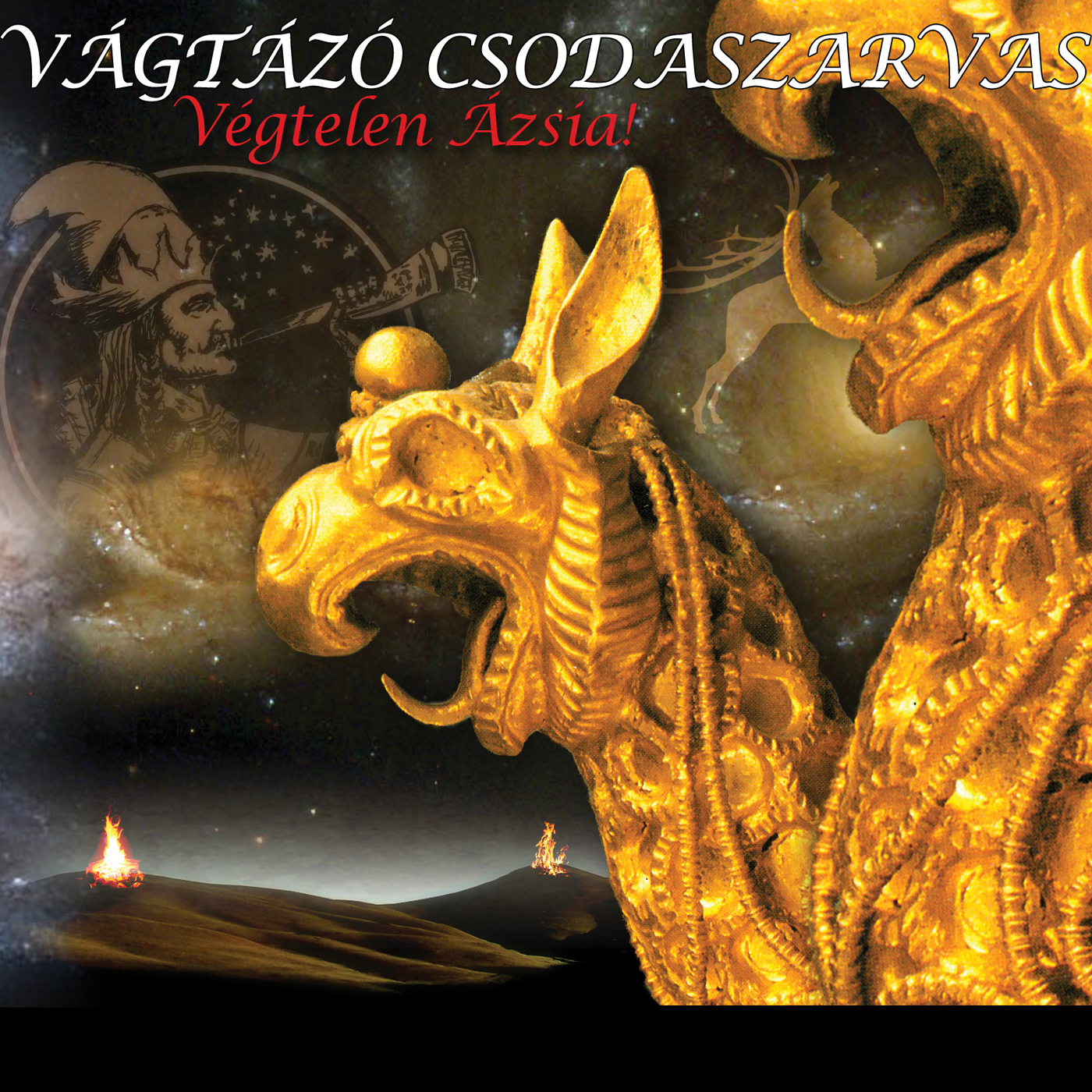
Végtelen Ázsia!
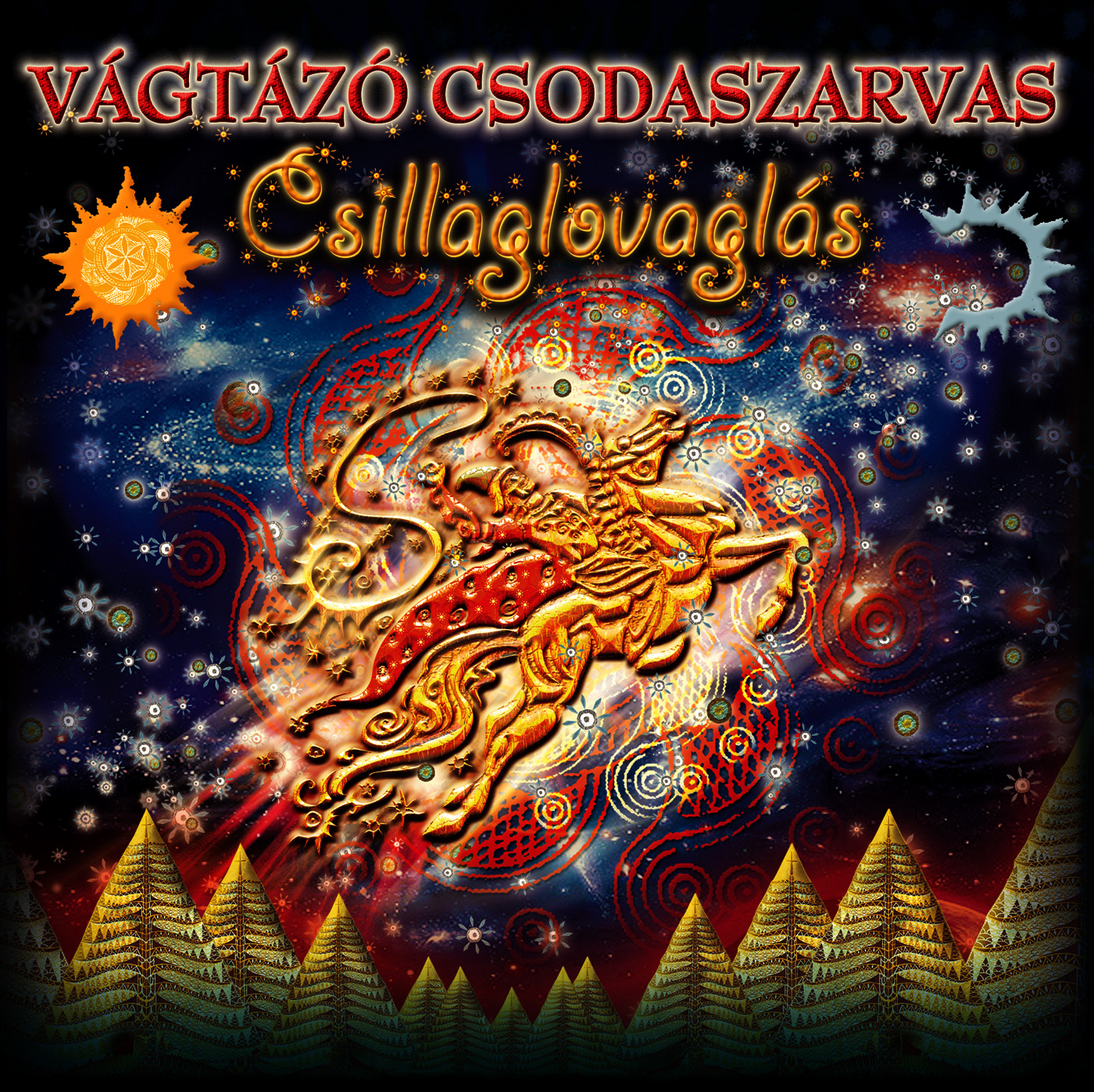
Csillaglovaglás
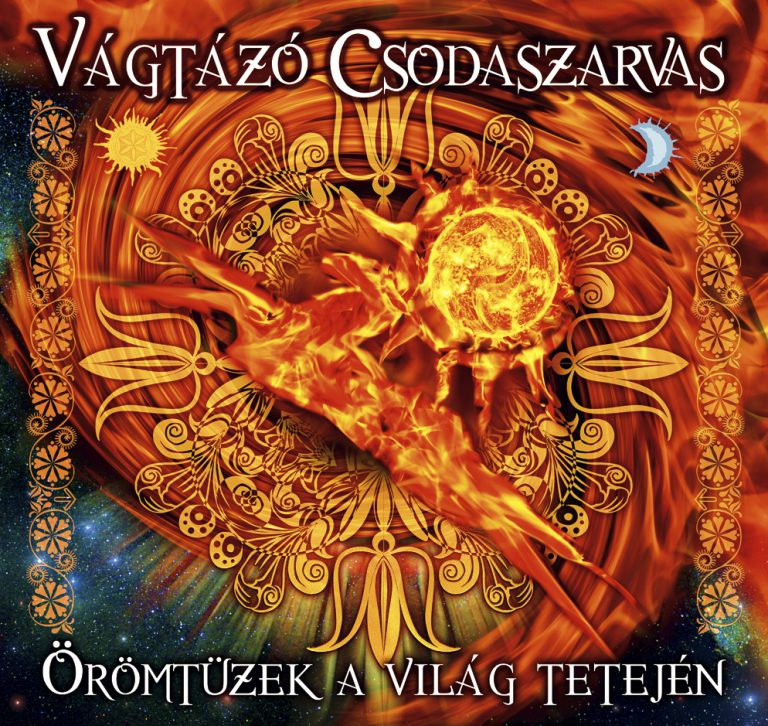
Örömtüzek a világ tetején

## Koncertek

### 2005 – 2010[18]
| Petőfi Csarnok - 2005. december 5. – Az együttes legelső koncertje, valamint a Tiszta forrás lemez felvételei erről a koncertről készültek. - 2006. március 14. - 2006. június 21. - 2006. december 28. - 2007. december 22. - 2008. december 5. - 2009. december 11. FONÓ Budai Zeneház - 2006. október 14. - 2009. február 14. - 2009. április 18. – Benkő Robi 60 - 2009. május 16. - 2009. október 3. - 2010. október 1. A38 Hajó - 2010. április 9. – Lemezfelvétel és aranylemez-átadás - 2010 december 17. – A Csillaglovaglás című lemez felvétele élőben Egyéb budapesti - 2006. augusztus 10. – Sziget Fesztivál, Világzenei Színpad - 2009. január 9. – Magyar Rádió Márványterme - 2009. május 14. – Zöld Pardon - 2010. február 16. – Morrison’s Pub Vidéki - 2006. március 18. Körmend - 2007. április 29. Rábapatona – Mediawave Fesztivál - 2007. július 31. Monostorapáti - 2007. augusztus 25. Szombathely – Savaria Történelmi Karnevál - 2008. február 15. Zalaegerszeg - 2008. május 31. Ópusztaszer – Szeri Zenei Napok - 2008. július 9. Hegyalja Fesztivál | - 2008. július 19. Misztrál Fesztivál - 2008. július 20. Debrecen, Cívis Korzó - 2008. július 31. Magyar Sziget - 2008. augusztus 8. Gyergyószentmiklós, EMI tábor - 2008. augusztus 10. Kunszentmiklós, Kurultáj - 2009. február 6. Sopron, Liszt Ferenc Konferencia és Kulturális Központ) – A Végtelen Ázsia! lemezbemutató koncertje. - 2009. április 23. Pécs – Pécsi Egyetemi Napok - 2009. június 19. Zebegény – Fényrózsa Ünnepség a Nap Köszöntésére - 2009. június 21. Kenderes – EMI Tábor - 2009. július 5. Verőce – „Erdélyország az én hazám” Fesztivál - 2009. augusztus 1. Cegléd Termálfürdő – Virga Fesztivál - 2009. augusztus 19. Keszthely – Kék Hullám Fesztivál - 2009. augusztus 21. Maglód, Patakparti Szabadidőpark - 2009. augusztus 22. Bösztörpuszta - 2010. május 2. Agárd – III. Velencei Hal-, Vad-, Bor- és Pálinka Fesztivál - 2010. május 15. Túristvándi - 2010. június 4. Verőce – Kárpát-Haza Templomának felavatása |

- 2010. július 17. Sárvár – Nádasdy Történelmi Fesztivál
- 2010. augusztus 15., Bösztörpuszta
- 2010. augusztus 19., Ópusztaszer
- 2010. augusztus 28. (Szilasliget, Szilasligeti rét)

### 2011 –
- 2011. december 23. (A38 hajó): Karácsonyi, lemezbemutató nagykoncert Vendégek: Dr. Hoppál Mihály (az Európai Folklór Intézet igazgatója) és a Fanfara Komplexa.[19]
- 2012. január 25. (Dürer Kert)[20]
- 2012. március 30. (Aranytíz Kultúrház)[21]
- 2012. április 20. – (Morrison's Közgáz)[22]
- 2012. április 28. (Komárom, Monostori Erőd) – a MediaWave Fesztivál[23]
- 2012. május 4. (Fonó)[24]
- 2012. május 5. (Klebelsberg Kultúrkúria)[25]
- 2012. július 5. (Balatonlelle, Babel Kert)[26]
- 2012. július 7. (Szeged, Rhz Rendezvényház)[27] – VII. Délvidéki EMI Tábor[28]
- 2012. szeptember 15. – (Aba, Aba Napok 2012)[29]
- 2012. október 6. – Világzengetés: Ősök Ünnepe koncert (Dürer kert)[30]
- 2013. április 13. (Fonó)
- 2013. június 22. – Székesfehérvár, A Nyári Napforduló köszöntése (Szabadművelődés Háza)
- 2013. július 27. – Csíkrákos, Árpád-házi Magyar Szentek Napjai
- 2013. szeptember 15. – Balatonkenese – Everness Fesztivál
- 2013. december 6. (A38 hajó): Az Égig Érő Fa – Csoda és Varázslat – Kozmikus Hang-Színház
- 2014. július 5. – Everness Fesztivál – Biopont, Mozgássátor
- 2014. augusztus 7. – VII. Ördögkatlan Fesztivál – Palkonya, Malompark
- 2014. szeptember 18. (Fonó)
- 2014. december 6. (A38 hajó)
- 2015. március 7. (Fonó)
- 2015. szeptember 6. – Szigetvár, Zrínyi Ünnep – Végvári Napok
- 2015. november 27. (A38 hajó): 10. jubileumi nagykoncert és lemezfelvétel
- 2016. április 23. (Fonó)
- 2016. június 3. – Festiwal KONTYNENTY / Spotkania Kultur
- 2016. június 24. – Eger, Kibbervik-Fest
- 2016. június 25. – Szekszárd, IX. Borok és Húrok Fesztivál
- 2016. december 10. (A38 hajó)
- 2017. szeptember 16. (óbudai Kulturális Központ)
- 2017. december 9. (A38 hajó)
- 2018. március 2. (Fonó)
- 2018. december 7. (A38 hajó)
- 2019. május 17. (Fonó)
- 2019. augusztus 3. (Dürer Kert, Kertszínpad)
- 2019. augusztus 4. Ópusztaszer, MOGY 2019
- 2019. december 6. (A38 hajó)
- 2020. október 31. (Fonó)
- 2021. szeptember 16. (Dürer Kert, Kertszínpad)
- 2021. december 10. (A38 hajó)

## Kritikák, visszhangok

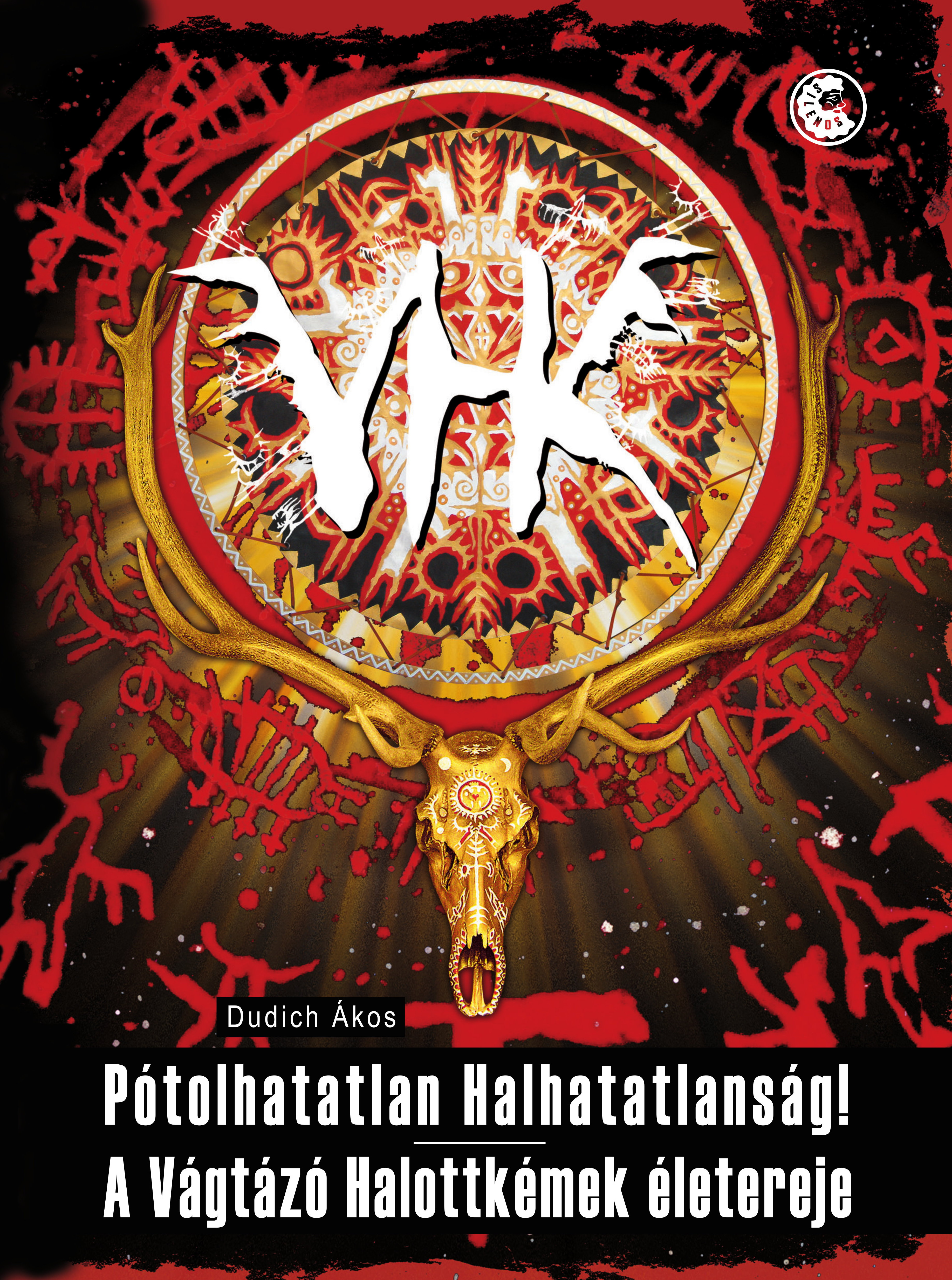
Dudich Ákos könyvében részletesen vall az együttesről Grandpierre Attila

### Az együttesről
Kiss Eszter Veronika, a Vágtázó dallamok ereje című írásában többek között az alábbi véleményt fejti ki: „Aki azt gondolta, hogy a VHK-t nem lehet felülmúlni, nagyon is tévedett. [...] Aki egyszer meghallja, soha többet nem felejti el, mindig keresni fogja.”
„A Vágtázó Csodaszarvas ebben a második összetételében bizonyos szempontból még a VHK őserején is túltett. Nemcsak az Emlék és az Égi áramlás hozza vissza az ős-VHK semmiből mindenséget teremtő ösztönzenéjének rendkívüli élményét, mert az Emberélet például őserejének monumentalitásában „talán még az elődzenekarra is ráver.””

#### Külföldi visszhangok
A Vágtázó Csodaszarvas koncertélményének rendkívüliségét jelzi, hogy a német Rockradio.de kétórás műsorban, Hollandia legtekintélyesebb napilapja, az NRC Handlesblad pedig egész oldalas cikkben számolt be 2009. decemberi budapesti koncertjükről.

### Lemezkritikák

#### Végtelen Ázsia!
Kiss Eszter Veronika (Kellenek, mint egy falat kenyér) írásában olvasható: „A Végtelen Ázsia! igazából nem is „ázsiai”, hanem ízig-vérig magyar muzsika, csak a mai nyugati zenén civilizálódó fül már idegennek, keletinek hallja a saját dalait is.”
„A Végtelen Ázsia! a magyar egyetemes kultúra egyik igen fontos alkotása, méltó tisztelgés Bartók Béla Kodály Zoltán szelleme előtt, jó apropó lenne egy Kossuth-díjhoz, mellesleg. A Vágtázó Csodaszarvas „logikus következménye” a VHK-nak, extázis 7-től 9-ig, egyszerre monumentális és intim zene, lekottázása a végtelennek.”